# Риекстинь, Александр Владимирович
Александр Владимирович Риекстинь (латыш. Aleksandrs Riekstiņš; 1918—2013) — советский хозяйственный, государственный и политический деятель, председатель колхоза «Иецава» Бауского района Латвийской ССР. Герой Социалистического Труда.

## Биография
Родился в 1918 году в Новосокольниках. Член КПСС.
С 1935 года — на хозяйственной, общественной и политической работе. В 1935—1986 гг. — кузнец в Новосокольническом депо, участник Великой Отечественной войны, на ответственных должностях в сельском хозяйстве Латвийской ССР, председатель Балдонского райисполкома, председатель колхоза «Иецава» Бауского района Латвийской ССР.
Указом Президиума Верховного Совета СССР от 27 декабря 1976 года присвоено звание Героя Социалистического Труда с вручением ордена Ленина и золотой медали «Серп и Молот».
Умер в Латвии в 2013 году.